# ゼイン・ノールス
ゼイン・ノールス（Zane Knowles 1992年2月17日 - ）は、バハマのナッソー出身のバスケットボール選手である。ポジションはパワーフォワード/センター。和歌山トライアンズ時代はゼーン・ノーレスが登録名であった。バハマ代表歴がある。

## 経歴
グランブリング州立大学で1年プレーした後、ミシシッピ州のパールリバーコミュニティカレッジを経てテキサスA&M大学コーパスクリスティ校に編入し2年間プレーした。2014年9月、和歌山トライアンズと契約を結んだ。2015年1月、チームが経営難から消滅の危機に直面した際も残留した。しかし、1月20日の契約交渉で契約が解除され、退団した。その後、東京サンレーヴスと契約している。2月中旬背番号が44番から67番に変更された。
2022年3月10日、ブルガリアのナショナル・バスケット・リーグに所属するBC レフスキ・ソフィアと契約。

## バハマ代表
2017年と2021年にバハマ代表として試合に出場した経験がある。